# زین ایساکا
زین ایساکا (ژاپنی: イサカ ゼイン؛ زادهٔ ۲۹ مهٔ ۱۹۹۷) یک بازیکن فوتبال اهل ژاپن است.
از باشگاه‌هایی که در آن بازی کرده‌است می‌توان به باشگاه فوتبال کاوازاکی فرونتال اشاره کرد.